# Hoàng tộc
Hoàng tộc (chữ Hán: 皇族) hay Gia đình hoàng gia dùng để chỉ những người thân của hoàng đế, tức là các thành viên của hoàng thất. Định nghĩa này thay đổi theo thời gian và khu vực. Nếu quân chủ là quốc vương thì được gọi là "vương tộc", nếu quốc vương là chư hầu thì được gọi là "công tộc".

## Đông Á
Hoàng tộc trong giới văn hóa chữ Hán là một hệ thống phụ hệ, và chỉ thừa nhận huyết thống theo chế độ phụ hệ. Gia đình hoàng gia chủ yếu bao gồm những người thân trực tiếp của quân chủ, chẳng hạn như mẹ (thái hậu, thái phi), phối ngẫu (hậu phi), con cái (hoàng tử và hoàng nữ), cũng như những người họ hàng thân tộc của hoàng đế, hay "Tông thất" trong vùng văn hóa chữ Hán. Những họ hàng thuộc mẫu hệ của quân chủ như thông gia, con rể, cháu ngoại,... không được tính vào "Tông thất" mà được xem là "Ngoại thích".

## Châu Âu
Ở châu Âu, phụ nữ thường có thể kế thừa ngai vàng, ở những khu vực mà phụ nữ có thể kế vị ngai vàng, các nữ vương và cháu ngoại cũng thuộc về hoàng tộc, không giới hạn ở họ hàng phụ hệ. Nhưng họ hàng của mẹ vẫn bị loại ra khỏi hoàng tộc, mặc dù chị em gái của các nữ quân vương cũng có quyền thừa kế ngai vàng nhưng con cháu của họ có thể không có địa vị hoàng gia.